# Trauma Team
Trauma Team (HOSPITAL. 6人の医師 Hospital.: 6-nin no Ishi) est un jeu vidéo de simulation de chirurgie développé et édité par Atlus, sorti en 2010 sur Wii et Wii U.

## Accueil
- GameSpot : 8/10[1]